# براد هوبكينز
براد هوبكينز (بالإنجليزية: Brad Hopkins)‏ هو لاعب كرة قدم أمريكية أمريكي، ولد في 5 سبتمبر 1970 في كولومبيا في الولايات المتحدة.

## وصلات خارجية
- براد هوبكينز على موقع مرجع كرة القدم المحترفة.كوم (الإنجليزية)